# Capellà de les Roques
El capellà de les Roques és un sacerdot catòlic que participa en la Festa del Corpus Christi de València.
La seua funció principal és convidar a participar en la processó del Corpus durant la cavalcada del Convit. En la cavalcada, que se celebra a les 12 del migdia del diumenge del Corpus, ix després de les banderoles, dels gegants i dels nanos. Va muntat a cavall o en una mula. Quan la festa se celebrava el dijous, el convit es feia el migdia de la vespra, fins 1990, quan la festa del Corpus es va passar a celebrar en diumenge.
Fins al segle xix formava part del clergat secular i tenia residència debades a la Casa de les Roques, fins que el càrrec va passar als frares de l'Orde dels predicadors, que l'ostentaren fins a l'any 1930. També era l'encarregat de supervisar i dirigir les obres que es feren a la casa i de supervisar els assatjos dels misteris, actes sacramentals i dances que s'hi duien a terme. Des de 1984 és Donís Martín, membre de l'Associació Amics del Corpus, l'encarregat d'interpretar aquest simpàtic personatge.
El capellà de les Roques forma part també del llenguatge popular. Apareix en les expressions conéixer més gent que el capellà de les Roques, o saludar més gent que el capellà de les Roques, per fer veure que és una persona que coneix molta gent o molt saludadora. També l'expressió pareix el capellà de les Roques fa referència a una persona que saluda molt per analogia a la salutació que va fent amb el barret durant la cavalcada del convit.
En 1800, el frare cartoix Tarín i Juaneda ja feia una descripció de la cavalcada i situava el Capellà de les Roques seguint als timbales i clarins de la ciutat. Anava vestit d'hàbit talar, i muntant un cavall envellit i cobert amb velllut negre. El capellà saludava al seu pas amb el seu barret. Li seguien les danses i misteris.
En la Relación de la Procesión del Corpus, publicada en 1857, s'indicava que a les onze del matí eixia el capellà, que formava part del cos municipal, de la Casa de les Roques, muntat a cavall amb gualdrapes de vellut negre, amb les armes de la ciutat brodades amb or a les puntes, i acompanyat d'un piquet de cavalleria i dos palafreners. Era seguit de les danses i comparses es dirigia al palau municipal.